# Campeonato Neerlandés de Fútbol 1900-01
El Campeonato Neerlandés de Fútbol 1900/01 fue la 13.ª edición del campeonato de fútbol de los Países Bajos. Participaron quince equipos divididos en dos divisiones. El campeón nacional fue determinado por un partido final  entre los ganadores de la división este y oeste. HVV Den Haag ganó el campeonato venciendo al Victoria Wageningen por 2:1 en el partido desempate.

## Nuevos participantes
Eerste Klasse Este:
- Koninklijke UD regresa tras una temporada de ausencia

Eerste Klasse Oeste:
- Rapiditas Rotterdam regresa tras una temporada de ausencia
- Velocitas

## Divisiones

### Eerste Klasse Este
| Pos | Equipo              | PJ | PG | PE | PP | GF | GC | Pts | DG  | Notas                                  |
| --- | ------------------- | -- | -- | -- | -- | -- | -- | --- | --- | -------------------------------------- |
| 1   | Victoria Wageningen | 12 | 9  | 2  | 1  | 44 | 12 | 20  | +32 | Clasificado a la final del campeonato. |
| 2   | Hercules            | 12 | 6  | 4  | 2  | 30 | 17 | 16  | +13 |                                        |
| 3   | PW                  | 12 | 5  | 4  | 3  | 43 | 27 | 14  | +16 |                                        |
| 4   | Vitesse             | 12 | 5  | 1  | 6  | 29 | 28 | 11  | +1  |                                        |
| 5   | Go Ahead Wageningen | 12 | 4  | 2  | 6  | 26 | 41 | 10  | -15 |                                        |
| 6   | Quick Nijmegen      | 12 | 4  | 2  | 6  | 23 | 37 | 10  | -14 |                                        |
| 7   | Koninklijke UD      | 12 | 0  | 3  | 9  | 9  | 42 | 3   | -33 |                                        |

PJ = Partidos jugados; PG = Partidos ganados; PE = Partidos empatados; PP = Partidos perdidos; GF = Goles a favor; GC = Goles en contra; Pts = Puntos; DG = Diferencia de goles

### Eerste Klasse Oeste
| Pos | Equipo                   | PJ | PG | PE | PP | GF | GC | Pts | DG  | Notas                                  |
| --- | ------------------------ | -- | -- | -- | -- | -- | -- | --- | --- | -------------------------------------- |
| 1   | HVV Den Haag             | 14 | 11 | 2  | 1  | 54 | 12 | 24  | +42 | Clasificado a la final del campeonato. |
| 2   | Velocitas                | 14 | 8  | 5  | 1  | 30 | 14 | 21  | +16 |                                        |
| 3   | HBS Craeyenhout          | 14 | 7  | 4  | 3  | 39 | 25 | 18  | +14 |                                        |
| 4   | RAP                      | 14 | 6  | 2  | 6  | 22 | 20 | 14  | +2  |                                        |
| 5   | Ajax Sportman Combinatie | 14 | 5  | 3  | 6  | 24 | 27 | 13  | -3  |                                        |
| 6   | HFC Haarlem              | 14 | 5  | 0  | 9  | 26 | 45 | 10  | -19 |                                        |
| 7   | Rapiditas Rotterdam      | 14 | 4  | 1  | 9  | 25 | 36 | 9   | -11 |                                        |
| 8   | Sparta Rotterdam         | 14 | 0  | 3  | 11 | 9  | 50 | 3   | -41 | No participa en la próxima temporada.  |

PJ = Partidos jugados; PG = Partidos ganados; PE = Partidos empatados; PP = Partidos perdidos; GF = Goles a favor; GC = Goles en contra; Pts = Puntos; DG = Diferencia de goles

### Final del campeonato
No se contaba la cantidad de goles, solo se contaban las victorias, como ambos ganaron un partido, se concurrió a un desempate.
| Equipo 1            | Agr.                  | Equipo 2     | Ida | Vuelta |
| ------------------- | --------------------- | ------------ | --- | ------ |
| Victoria Wageningen | una victoria cada uno | HVV Den Haag | 0-1 | 2-1    |

### Desempate por el título
| Equipo 1            | Resultado | Equipo 2     |
| ------------------- | --------- | ------------ |
| Victoria Wageningen | 1–2       | HVV Den Haag |

|                                 |
| Campeón HVV Den Haag 4.° título |